# Tuna (Name)
Tuna ist ein türkischer, überwiegend männlicher Vorname sowie Familienname mit verschiedenen Bedeutungen, u. a. „prachtvoll, stattlich“. Tuna ist auch der türkische Name für die Donau.

## Namensträger

### Männlicher Vorname
- Tuna Altuna (* 1989), türkischer Tennisspieler
- Tuna Ünal (* 1984), türkischstämmiger deutscher Schauspieler

### Weiblicher Vorname
- Tuna Serim (* 1950), türkische Journalistin, Moderatorin, Roman- und Drehbuchautorin

### Zwischenname
- Mustafa Tuna Kaya (* 1984), türkischer Fußballspieler
- Cem Tuna Türkmen (* 2002), türkisch-deutscher Fußballspieler
- Ayhan Tuna Üzümcü (* 1982), türkischer Fußballspieler

### Familienname
- Beren Tuna (* 1980), deutsch-türkische Schauspielerin
- Carl Mörner af Tuna (1755–1821), schwedischer Staatsmann und Feldmarschall
- Franz Eduard Tuna, österreichischer Hochschullehrer in Lemberg und Prag (um 1810–1862)
- Halil İbrahim Tuna (* 1993), türkischer Fußballspieler
- Helmut Berger-Tuna (1942–2009), österreichischer Opernsänger
- Sule Tuna (* 1973), deutsche Jazz-, Soul- und Dance-Sängerin
- Tamer Tuna (* 1976), türkischer Fußballspieler und -trainer

### Künstlername
- Altuna Sejdiu (* 1985), mazedonisch-albanische Sängerin Tuna

## Varianten
- Tunahan